# Anton Ukmar (partizan)
Anton (Tone) Ukmar (partizansko ime Miro), italijansko-slovenski partizan, revolucionar, politični delavec, * 6. december 1900, Prosek pri Trstu, † 21. december 1978, Koper.

## Življenje in delo
Ljudsko šolo je obiskoval v rojstnem kraju (1907-12), 2 razreda meščananske šole v Trstu (1912–14), do 1917 je priložnostno delal na domačem posestvu in gradu Miramar, nato služboval pri železnici na Tržaškem (1917–26), tu začel 1917 sodelovati v delavskem gibanju, postal član Zveze komunistične mladine Italije (1921), leta 1926 pa Komunistične partije Italije (KPI), potem bil istega leta kot mnogi Slovenci službeno premeščen v Genovo, naslednje leto (1927) pa aretiran in odpuščen iz službe.
Po navodilu CK KPI je sodeloval v akcijah narodnih revolucionarjev na Tržaškem in jih pridobival za enotno protifašistično fronto. Avgusta 1929 se je pred ponovno aretacijo umaknil v Ljubljano, odšel še istega leta v Pariz, kjer je pri CK KPI sodeloval v nacionalni komisiji ter pri glasilu KPI in KPJ Delo. Leta 1931 je bil delegat na 4. kongresu KPI v Kölnu, 1931–32 je pomagal obnavljati partijske organizacije v Italiji, v letih 1932–34 je obiskoval 1-letni tečaj leninske šole s politično prakso v tovarni Egorovo v Leningradu, od 1934–36 pa Komunistčno univerzo narodnih manjšin zahoda (za ekonomsko–politične vede?) (KUNMZ) v Moskvi.
Leta 1936 ga je KPI poslala v Španijo: tu je bil sodelavec pri organizaciji obveščevalne službe ter politični komisar oddelka protiobveščevalne službe republikanske armade med špansko državljansko vojno; 1938–1939 šef personalne službe v mednarodni brigadi (12. mednarodna brigada »Giuseppe Garibaldi«) in komisar čete mitraljezcev v bojih na Ebru; delal v oddelku za kadre pri KP Španije. Po umiku republikanske vojske 1939 je bil februarja 1939 interniran v taborišču  Argelés (Francija), od marca 1939 do konca 1940 inštruktor pri odporniškem gibanju proti italijanskemu okupatorju v Etiopiji, 1941 se je vrnil v Pariz, bil aretiran, interniran (Verenet d'Ariège) in zaprt (Castres) do pobega 1942, ko se je posvetil organizaciji partizanskih odredov v južnih francoskih provincah. Po kapitulaciji Italije septembra 1943 je bil poslan v Ligurio, tu postal član odbora za narodno osvoboditev, organizator partizanskih čet, 1944 komandant 6. operativne cone v severni Italiji, 1945 komandant Genove s provinco; ker je Genovo aprila 1945 osvobodil z enotami odporniškega gibanja, je postal njen častni meščan.
Konec maja se je vrnil na politično delo v Trst, kjer je bil je med vodilnimi organizatorji 12-dnevne splošne stavke leta 1946. Pred aretacijo se je za nekaj časa umaknil v Koper in bil v odsotnosti v Trstu obsojen na 4 mesece zapora. Delal je na raznih funkcijah: bil je član izvršnega komiteja KP STO, in odbornik slovensko-italijanske antifašistične unije (SIAU) za Julijsko krajino; 1947 izvršnega komiteja KP STO ter predsednik odbora OF za STO in Zveze partizanov. Po povratku v Trst je bil aretiran za prestajanje kazni in zaprt od novembra 1948 do marca 1949. Po podpisu Londonskega sporazuma 1954 se je dokončno preselil v Koper. Bil član organov raznih družbenopolitičnih organizacij in nazadnje tudi Sveta republike (Slovenije oz. SRS).

## Odlikovanja
- partizanska spomenica 1941
- red bratstva in enotnosti s srebrnim vencem (1949)
- red bratstva in enotnosti z zlatim vencem (1968)
- red zaslug za ljudstvo s srebrnimi žarki (1949)
- red za hrabrost (1951)
- red republike s srebrnim vencem (1961)
- red republike zlatim vencem (1970)
- ter nekatera tuja: ameriška, francoska in španska odlikovanja